# 토머스 후커

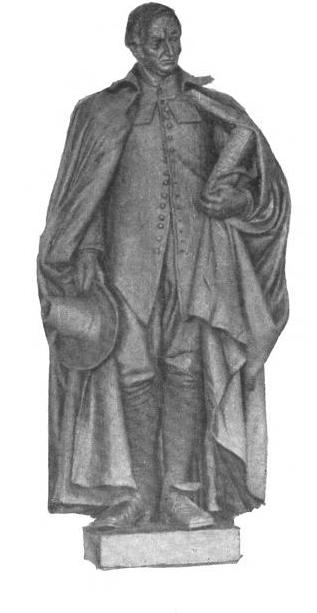
코네티컷주에 있는 토마스 후커의 동상

토마스 후커(영어: Thomas Hooker;1586-1647)는 영국의 레이체스터셔에서 자영농민(yeoman)인 아버지로부터 태어났다. 19세에 퀸즈 대학에 들어가서 임마누엘 대학으로 전학하였다. 회심체험 이후 임마누엘 대학에서 강사로 섬겼다. 그 당시 그 대학에는 스티븐 마샬, 앤토니 버제스, 예레미야 버로우즈, 윌리엄 브리지 같은 청교도들이 같이 섬겼다. 후커는 구원의 적용에 대해 강조하였다고 코튼 매더는 전한다. 로테르담에서 윌리엄 에임스 밑에서 섬겼다.
1630년 그 당시 비국교도 목사들이 핍박을 당하던 영국을 떠나, 네달란드로 피난하였다.
1633년에 영국을 떠나 사무엘 스톤과 함께 매사츄세츠에 도착하였다. 그의 설교는 너무 훌륭해서,
아침에는 코튼 매더를 듣고, 점심에는 토머스 후커를 듣고, 저녁에는 사무엘 스톤을 들었다는 말이 전해질 정도였다. 그후 코네티컷으로 가서 코네티컷주를 세웠다. 존 윈스럽은 매사추세츠주를 세웠고, 로저 윌리엄스는 로드 아일랜드주를 세웠다.

## 청교도 준비론
칼빈주의와 청교도의 차이를 들면, 청교도의 언약신학에 있다. 그들은 예정론에 대한 보완적 교리로 언약신학을 강조하였는 데, 그와 동등하게 중요하게 생각한 것이 회심이었다. 그들은 과연 예정받은 죄인이 누구인지 어떻게 알 수 있는지에 대해서 성화는 부분적 성화 즉, 완전성화는 불가능하지만, 여전히 구원의 확신을 가질 수 있음을 강조하였다. 구원의 확신은 삶에서의 징표로 나타나는 데, 그러한 징표를 얻기 위해서 그들은 철저한 회개의 준비과정을 도입하였다. 그들은 웨스트민스터 소요리문답 등의 교리문답을 통해서 교리교육 뿐만 아니라, 주일성수와 십계명 공부등의 여러 가지 학습을 중요시 여겼다. 그에 대한 결과로 교회 회원이 되기 위해서는 확실한 회심의 과정을 거쳐야 한다고 주장했다. 후커는 이런 준비론에 대해서 강력하게 주장한 인물이다.

## 후세에 남겨진 명언
- 무지한 사람에게 시계를 보여주어라. 시계가 어떻게 만들어졌는지 가르쳐야 한다. 그러면, 그는 그 말을 이해할 수도 있고, 여러 이유들도 이해할 수도 있다. 하지만, 그 순간에는 시계제조의 기술을 습득하지는 못할 것이다.
- 무한한 존재(하나님)이신 그 분은 모든 곳에 계신다.(편재하심). 그자신에 대해서는 모든 곳에서 동일하시다. 그의 존재는 가장 단순하고, 어떤 조그만 변화도 가능하지 않다. (17세기 뉴잉글랜드의 지성, 33쪽)
- 사람들의 영혼은 마치 글쓰기 훈련을 할 때 선생님으로부터 도움을 받고, 훈련을 받는 아이의 손과 같아야 한다.(48쪽)

## 그로부터 영향을 받은 인물
- 존 엘리엇

## 저서[1]
- The Soul's Preparation for Christ (1632): 사도행전 2:37을 본문으로 은혜를 준비하는 영혼.
- The Soul Humiliation (1638)
- The Soul Implantation (1637)
- The Soul Exaltation (1638)
- The Application of Redemption ( Reprinted, 2008)

### 2차 문헌
- The Writings of Thomas Hooker: Spiritual Adventure in Two Worlds ( Sargent Bush, 1980 ) ISBN-13: 978-0299080709
- Covenant in Conflict : The Controversy over Church Covenant between Samuel Rutherford and Thomas Hooker. (Ph.D.)
- 안상혁,『언약신학 : 쟁점으로 읽는다』(영음사)

## 평가[2]
- 토머스 굿윈은 그에 대해, "만일 어떤 설교자나 목사가 세례요한의 성령의 능력을 소유했다면, 바로 이 사람이다." 라고 하였다.
- 코튼 매더는 그에 대해 "서방교회들의 빛"이라고 말하였다.

1. ↑  Stout, Harry S. (2012). 〈2〉. 《The New England soul : preaching and religious culture in colonial New England》. Oxford: Oxford University Press. 42쪽. ISBN 978-0-19-992139-3.
2. ↑  “The Works of Thomas Hooker”. 2021년 2월 3일에 확인함.